# Secteur pavé de Quiévy à Saint-Python
Le secteur pavé de Quiévy à Saint-Python est un secteur pavé emprunté le plus souvent lors des courses cyclistes par Paris-Roubaix. Il est situé dans la commune de Quiévy avec une distance de 3 700 m.

## Paris-Roubaix
Il a été pris pour la toute première fois de l'épreuve lors de l'édition 1973. Il est actuellement le troisième secteur pavé emprunté lors de Paris-Roubaix.
Lors de son dernier passage en 2025, il avait les caractéristiques suivantes :
- Longueur : 3 700 m[1]
- Difficulté : 4 étoiles
- Secteur n°28 (avant l'arrivée)

## Tour de France
Le secteur est emprunté dans sa totalité lors de la 4e étape du Tour de France 2015 dans le sens inverse pris habituellement par Paris-Roubaix c'est-à-dire de Saint-Python vers Quiévy. Il est le sixième des sept secteurs traversés de l'étape et porte le nom de secteur n°2. Le secteur a pour appellation Secteur pavé de Fontaine-au-Tertre à Quiévy, en effet Fontaine-au-Tertre est un lieu-dit situé peu avant Saint-Python.

## Galerie photos
Le 9 avril 2023 
|  |  |

|  |  |  |

|  |  |  |

2023
|  |  |  |

|  |  |